# Ugo Picchi
Ugo Picchi (Porcari, 15 de fevereiro de 1906 — Jundiaí, 4 de junho de 1966) foi um comerciante e agricultor ítalo-brasileiro.

## Infância
Filho de Daniele Picchi e Elisa Pinocchi, aos dois anos de idade veio com a família para o Brasil e passou a residir no bairro de Vila Arens, em Jundiaí. 
Por muitos anos seus pais mantiveram a grande casa que possuíam em Porcari e dividiram o tempo entre a Itália e o Brasil, tendo filhos nascidos em ambos os países. Desta forma, não estranhamos encontrar registro do patrocínio de Daniel (Daniele) Picchi à Festa de Nossa Senhora do Rosário, na Igreja de San Giusto em 1928.

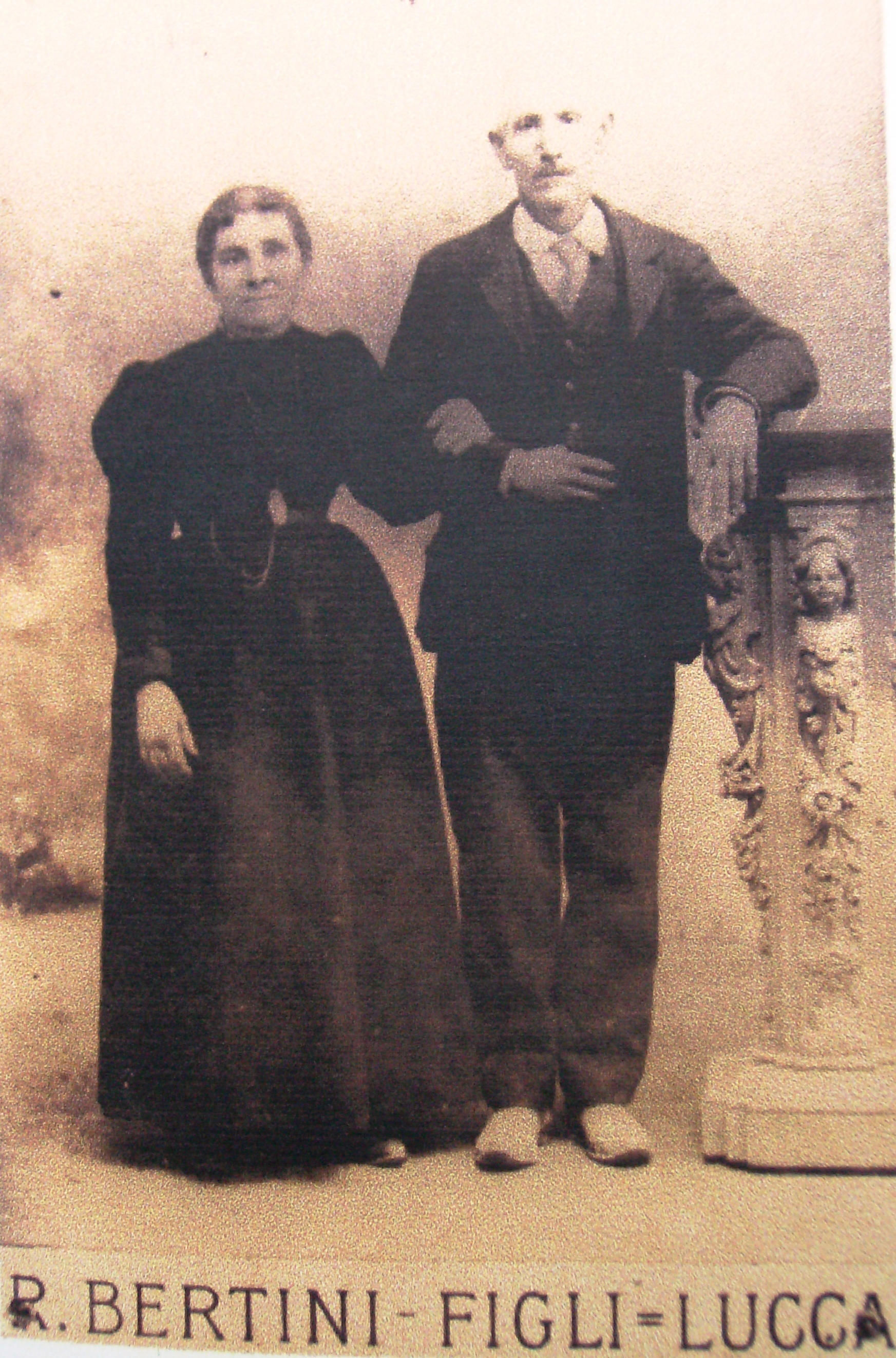
Lucia e Roberto Picchi

Hugo permaneceu no Brasil e seus primeiros anos escolares foram cursados no então Grupo Escolar "Coronel Siqueira de Moraes" tendo concluído o curso primário em 1917, dando continuidade a seus estudos, cursou o Ginásio "José Bonifácio", tendo sido aluno do eminente professor Giácomo Ítria, diplomando-se no curso de Comércio desta escola em 1921.
Quanto à organização escolar existente naquela época é Maria Luiza Santos Ribeiro quem afirma que "a série de reformas pelas quais passa a organização escolar revela uma oscilação entre a influência humanista clássica e a realista ou científica. O código epitácio Pessoa (1901) acentua a parte literária ao incluir a lógica e retirar a biologia, a sociologia e a moral; a Reforma Rivadávia (1911) retoma a orientação positivista tentando infundir um critério prático ao estudo das disciplinas, ampliando a aplicação do princípio de liberdade espiritual ao pregar a liberdade de ensino (desoficialização) e de frequência, abolindo o diploma em favor de um certificado de assistência e aproveitamento, e transferindo os exames de admissão ao ensino superior para as faculdades, com o objetivo de que o secundário se tornasse formador do cidadão e não do candidato ao nível seguinte. Os resultados, no entanto, foram desastrosos. Daí as reformas de 1915 (Carlos Maximiliano) e de 1925 (Luís Alves/Rocha Vaz)."
Convém notar que em 1916 havia 42 escolas italianas funcionando na cidade de São Paulo, atendendo a 3.829 alunos,  o que é um contingente bastante significativo para a época. Igualmente, havia inúmeras destas escolas espalhadas pelo interior paulista, em cidades como Campinas e Jundiaí por exemplo.

## Vida profissional
Aos quinze anos, Hugo iniciou-se no comércio, abrindo seu próprio açougue, atividade à qual se dedicou por mais de 40 anos. Cabe notar que grande parte da família Picchi dedicava-se ao mesmo ramo, constando no passaporte de Daniel (Daniele) Picchi a profissão "macelaio" (açougueiro).

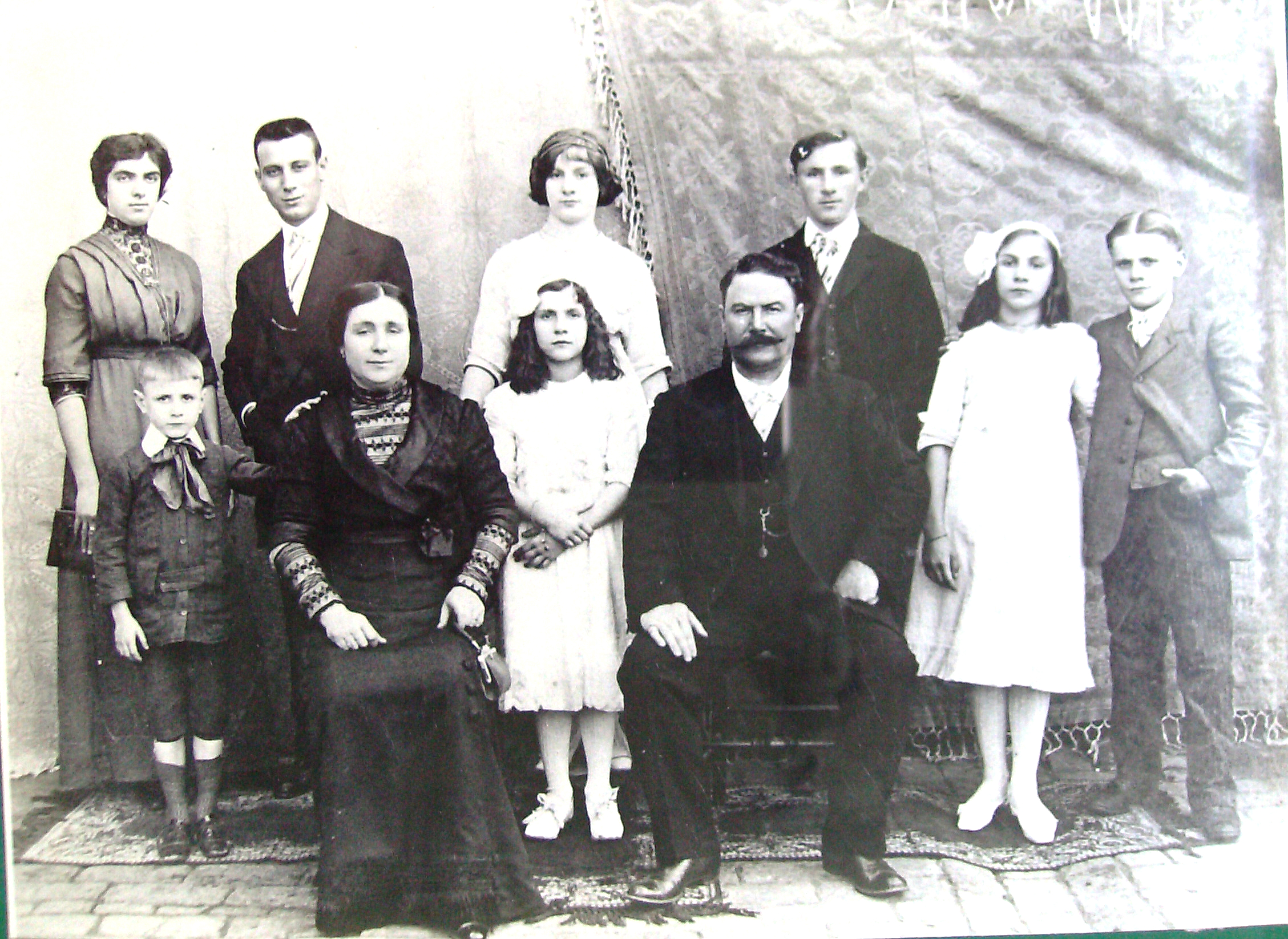
Família Picchi (o pequeno Hugo está à esquerda da mãe)

Precisamos contextualizar que "no final do século XIX e início do século XX, os açougues e os panifícios eram considerados como
fábricas."
Hugo destacou-se por introduzir na cidade o sistema de entrega a domicílio. Seu primeiro estabelecimento comercial o "Açougue Minerva" foi instalado na Rua Prudente de Moraes, sendo posteriormente transferido para a antiga Rua Capitão Damásio, atual Rua Marechal Deodoro da Fonseca, no centro comercial de Jundiaí, onde funcionou até 1970, já então sob a direção de seus filhos.

## Vida familiar
Casou-se com Ignez Taddei, filha de tradicional família da cidade , em 24 de setembro de 1933, e desta união nasceram oito filhos, sendo que o primeiro, Pedro, morreu ainda criança (1934). Os sete filhos sobreviventes foram Ugo (6/9/1935), pai do ator Hugo Picchi, Ignez Apparecida (16/10/1936), José Roberto (24/12/1937), Antonio Carlos (18/06/1940 - 14/06/1982), João Lino (11/06/1942), Maria Lenita (30/11/1944) e Ana Maria (16/10/1949).
Suas três filhas formaram-se professoras (Ignez, a mais velha, em 1955) e seus filhos (embora tenham mantido o açougue até 1970) seguiram carreiras diferentes, pois sempre foi respeitada a opção de cada um.

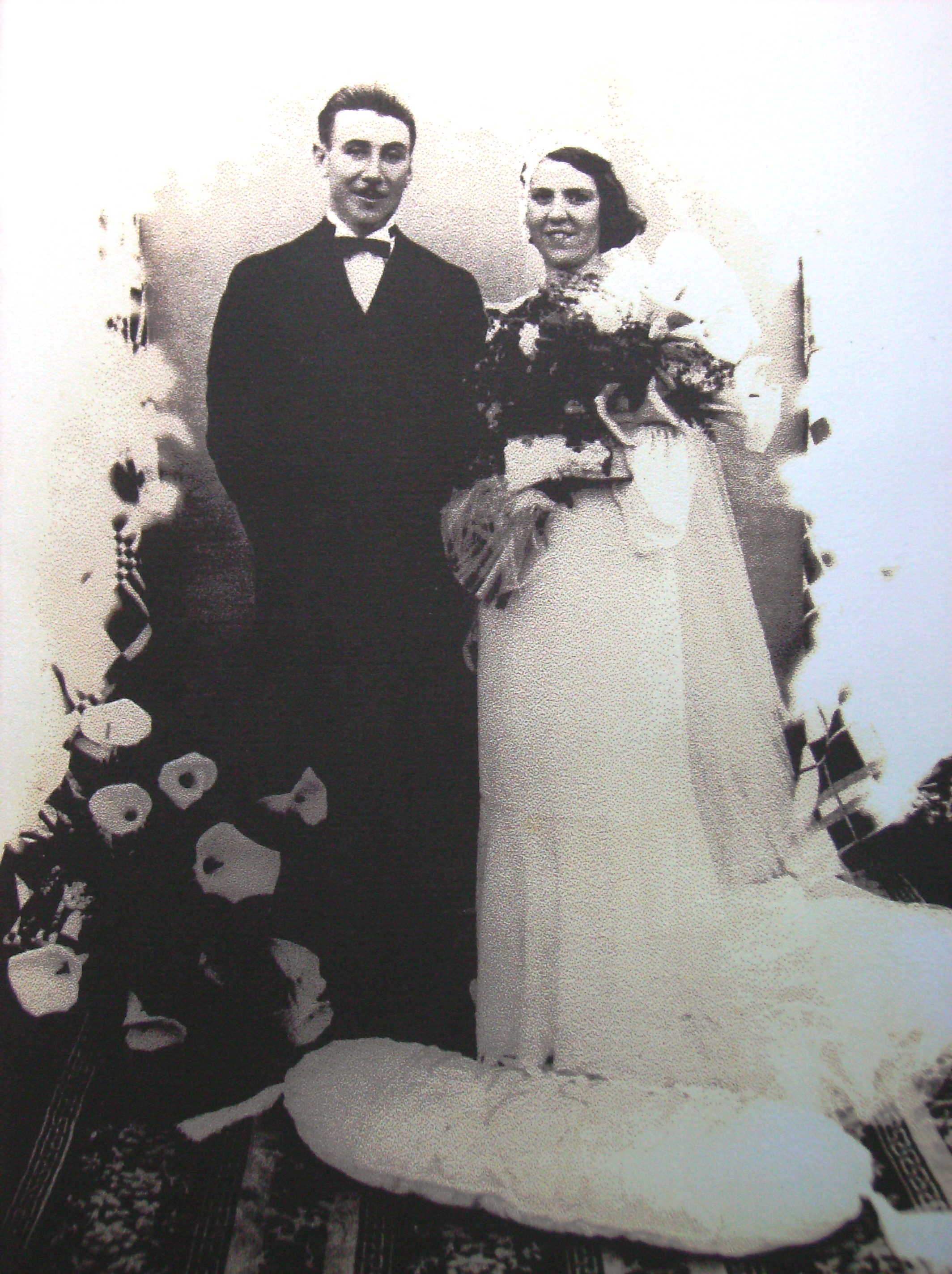
Hugo e Ignez no dia de seu casamento

## Produtor rural
Em 1930 adquiriu, no então longínquo Bairro do Poste, em Jundiaí (hoje parte do município de Louveira), uma gleba de terra que passou a chamar-se "Sítio Nossa Senhora Aparecida", o seu segundo amor.
Em seu sítio desenvolveu a cultura do algodão , o plantio de uvas de mesa de excelente qualidade, recebendo prêmios em exposições agrárias da cidade. Paralelamente, manteve criações de gado bovino e suíno, além das culturas de sobrevivência. Seu apego à terra era tanto , que nem mesmo as estradas ruins da época, a chuva, a lama o desencorajavam de ir ao sítio quase que diariamente para dedicar-se às suas plantas e animais.
Sobre a produção da uva e do vinho na época, vários estudos há a respeito, podendo ser destacado trabalho recente de Gabriela de Souza Oliver a qual nos fala da transformação das antigas fazendas de café, nesta região, em sítios menores - normalmente propriedades de imigrantes ou filhos de imigrantes italianos - que irão se dedicar a vitivinicultura. A autora demonstra o quanto a produção de uvas confere de status a estes pequenos produtores rurais, que começam a organizar festas da uva, feiras e exposições e a reorganizar a economia de vários municípios do interior do estado de São Paulo.
A região de Jundiaí terá grande destaque nesta produção, especialmente a partir de 1930, conferindo ao Município o título de "Terra da Uva".
Hugo contribuiu decisivamente para o progresso da agricultura no Município, incentivando amigos e até mesmo meeiros na aquisição de terras e lhes transmitindo sua experiência adquirida ao longo do tempo que dedicou-se à agricultura. Esta contribuição explica porque hoje existem duas ruas, uma em Jundiaí e outra em Louveira (que pertenceu a Jundiaí até 1948) batizadas com o seu nome.
Colaborava com as Entidades Assistenciais do Município, não sendo raro receber no sítio de sua propriedade as crianças do Educandário Nossa Senhora do Desterro para piqueniques, especialmente no dia primeiro de maio.
Em 1959, como prova de seu amor e dedicação à terra onde cresceu e que tão bem o acolheu, naturalizou-se cidadão brasileiro legalmente, já que de coração sempre o fora.

## Posteridade
- O Município de Jundiaí, onde cresceu, sempre viveu e morreu, através da Lei nº 5.162/1998 (Promulgação 21/08/1998; Publicação 25/08/1998), de autoria do vereador Aylton Mário de Sousa, denominou "Avenida Hugo Picchi" a Avenida Marginal do Parque Centenário.[11][12]

- Também na Imprensa Oficial de Louveira, foi publicada em 19 de junho de 2002, página 02, a Lei nº 1552/2002, de autoria da Vereadora Nanci Ivanilde Orestes, em cujo artigo 1º estabelece:"Fica oficialmente denominada de "Estrada Hugo Picchi"'a via pública localizada no Bairro Santo Antônio, começando na confluência da Estrada Pau-a-Pique e Avenida Ricieri Chiqueto, seguindo sinuosamente por 1800 (um mil e oitocentos) metros até a divisa de Jundiaí, conforme "croqui" e memorial descritivo, da Prefeitura de Louveira - Secretaria de Obras e Serviços Públicos."[13][14]

## Galeria

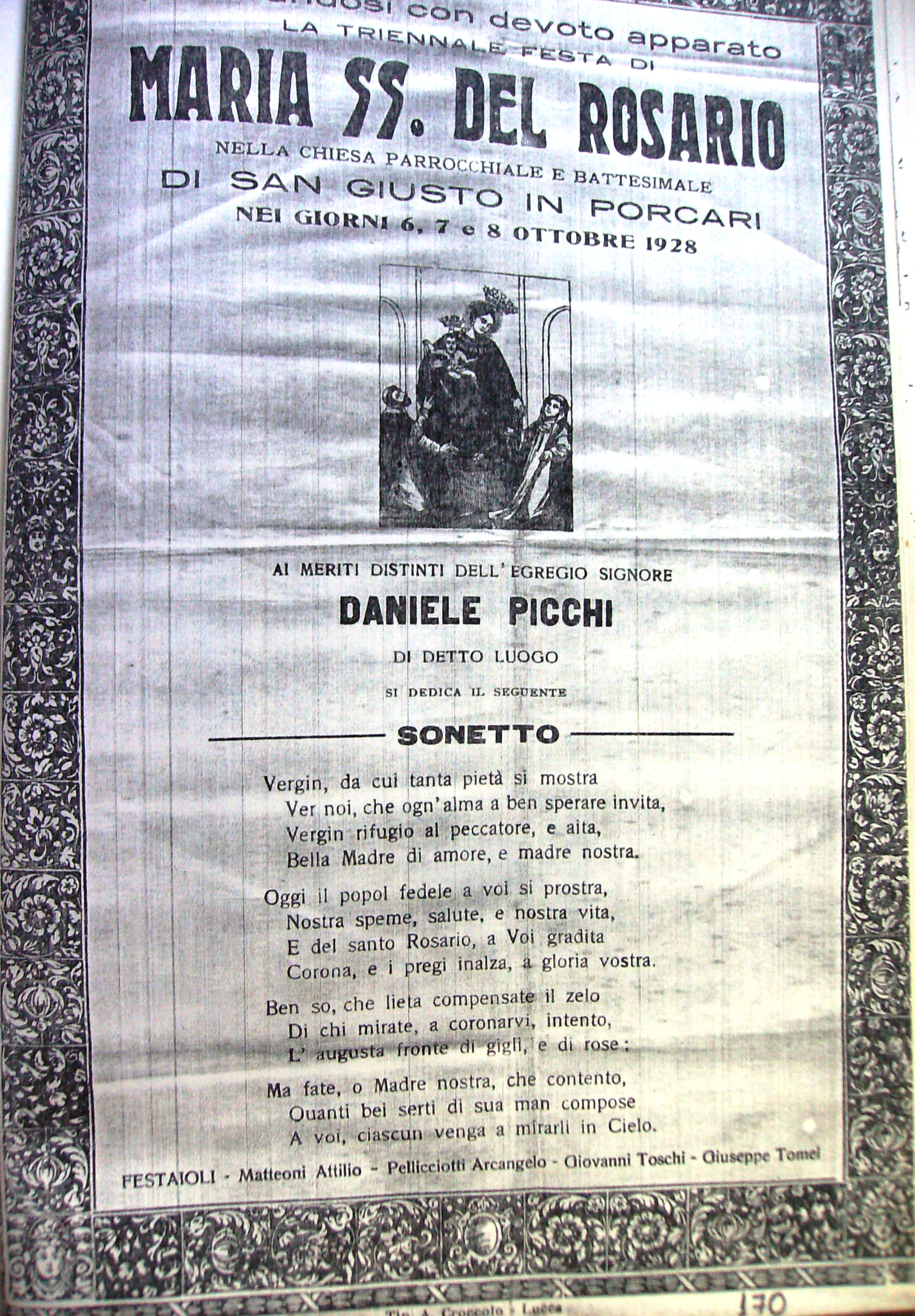
Cartaz da Festa de Nossa Senhora do Rosário, na paróquia de San Giusto, Porcari, promovida por Daniele Picchi, pai de Hugo Picchi.
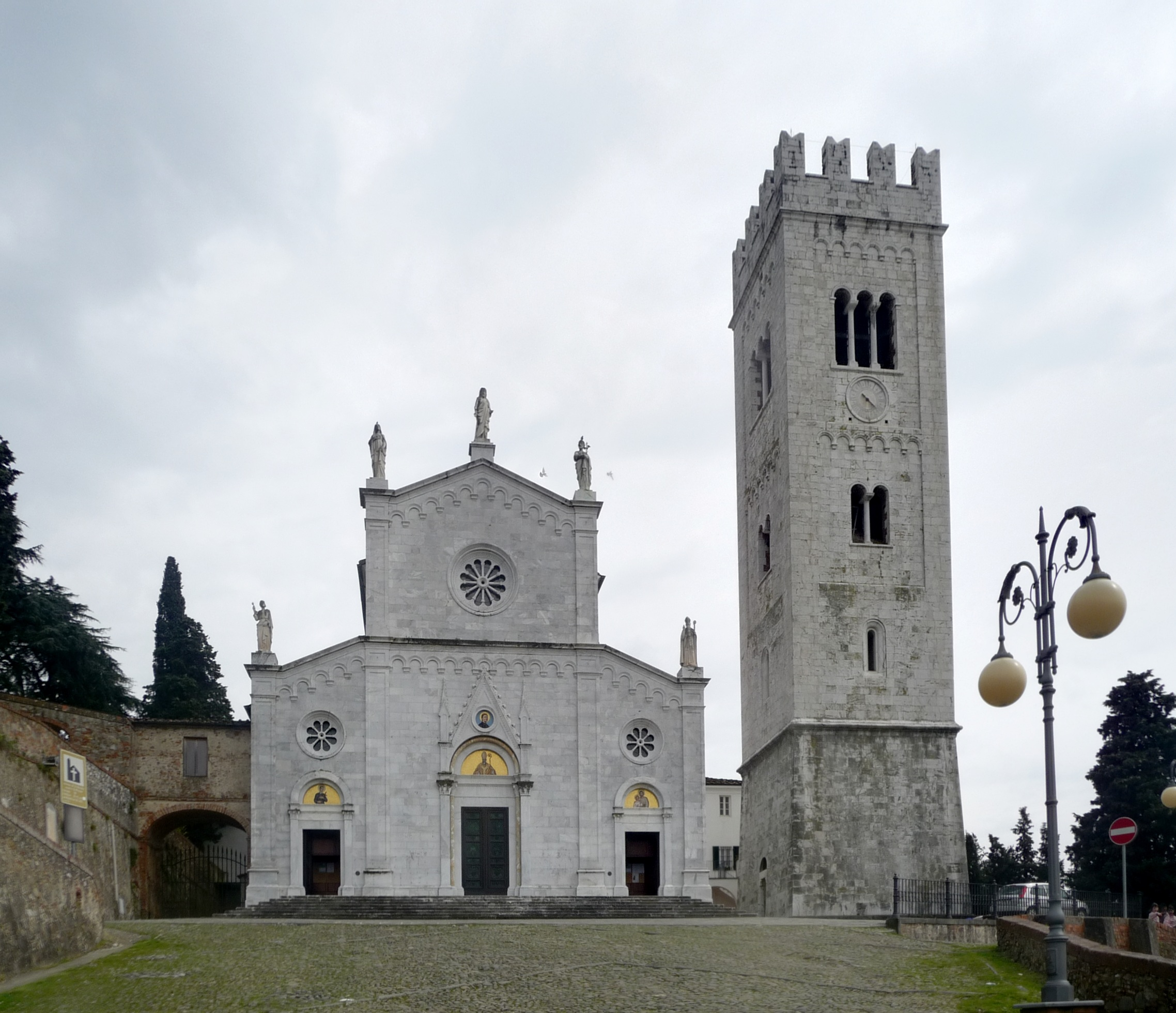
Igreja de San Giusto, em Porcari
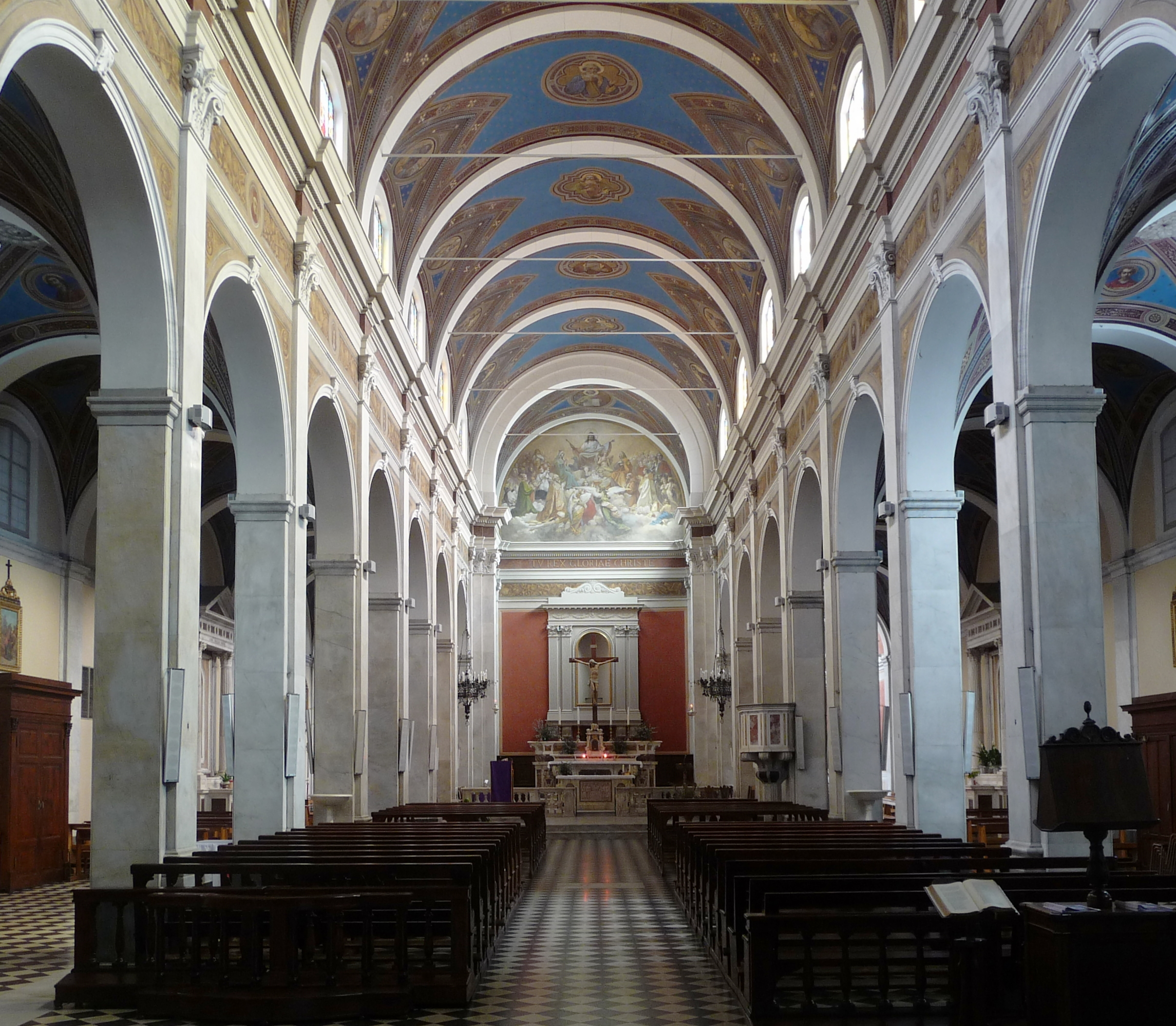
Interior da Igreja de San Giusto, em Porcari
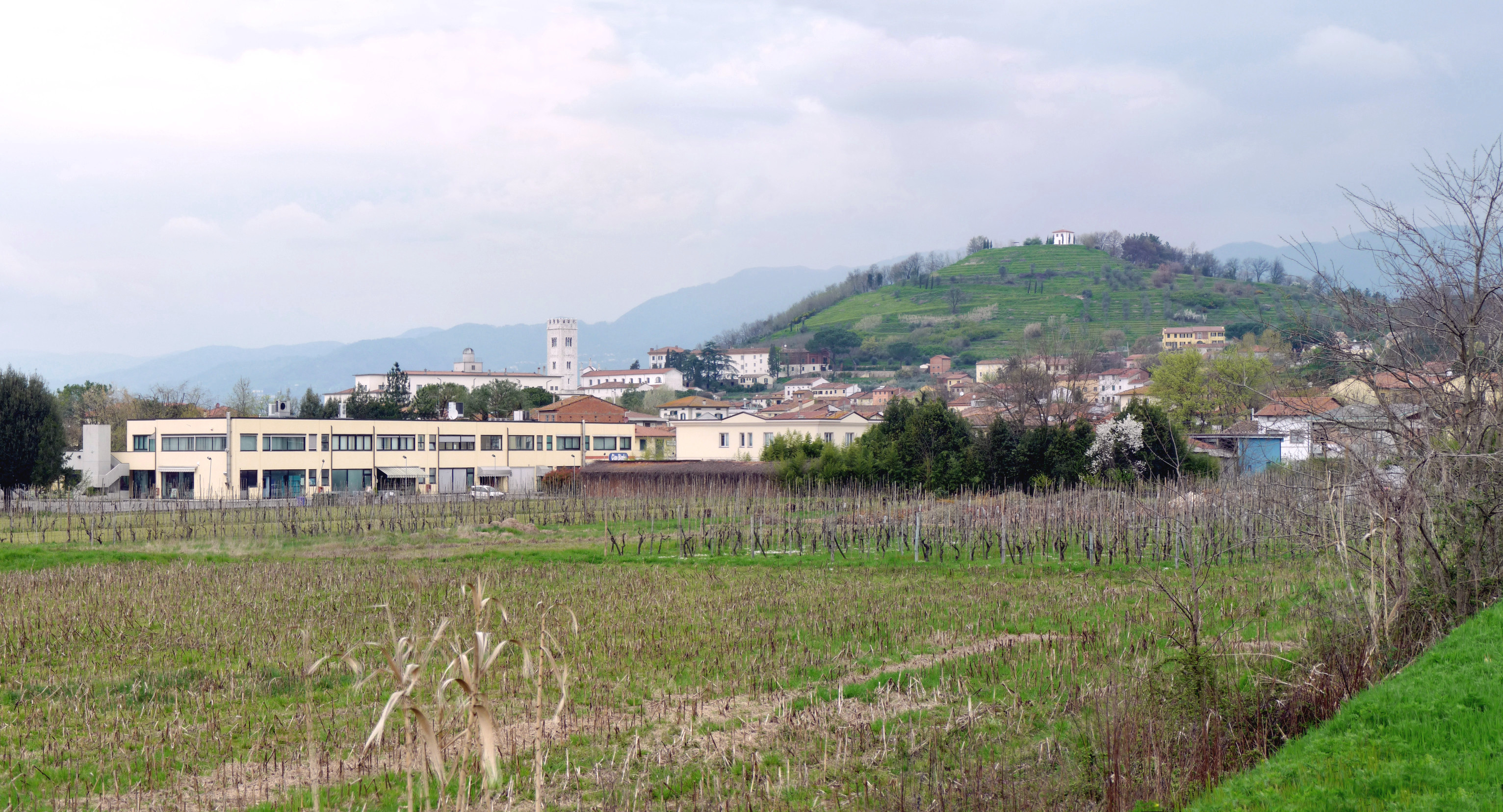
Panorama de Porcari
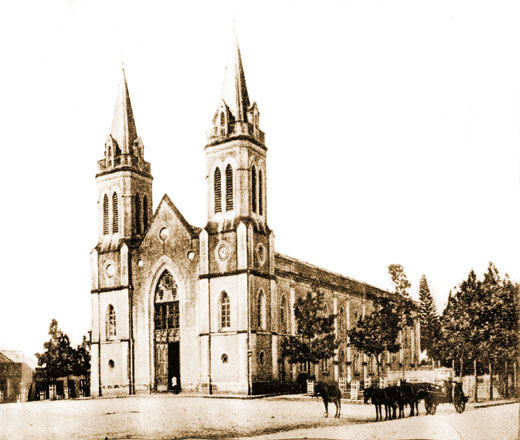
Catedral de Nossa Senhora do Desterro, em Jundiaí-SP, entre 1886 (quando adquiriu feição neo-gótica) e 1921 (quando houve a reforma que modificou levemente a fachada e criou as capelas radiantes e o transepto).
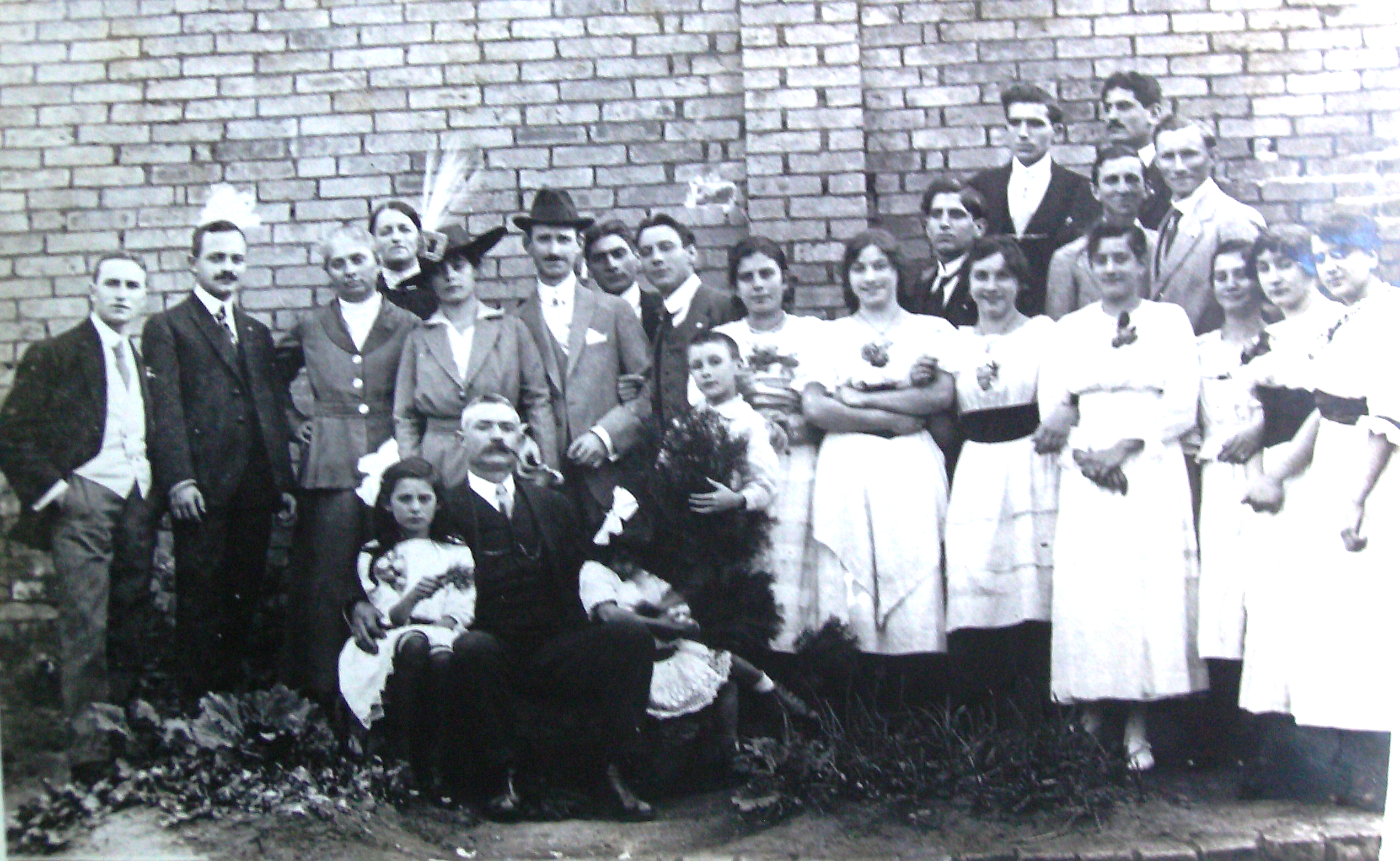
Festa na família Picchi, início do século XX
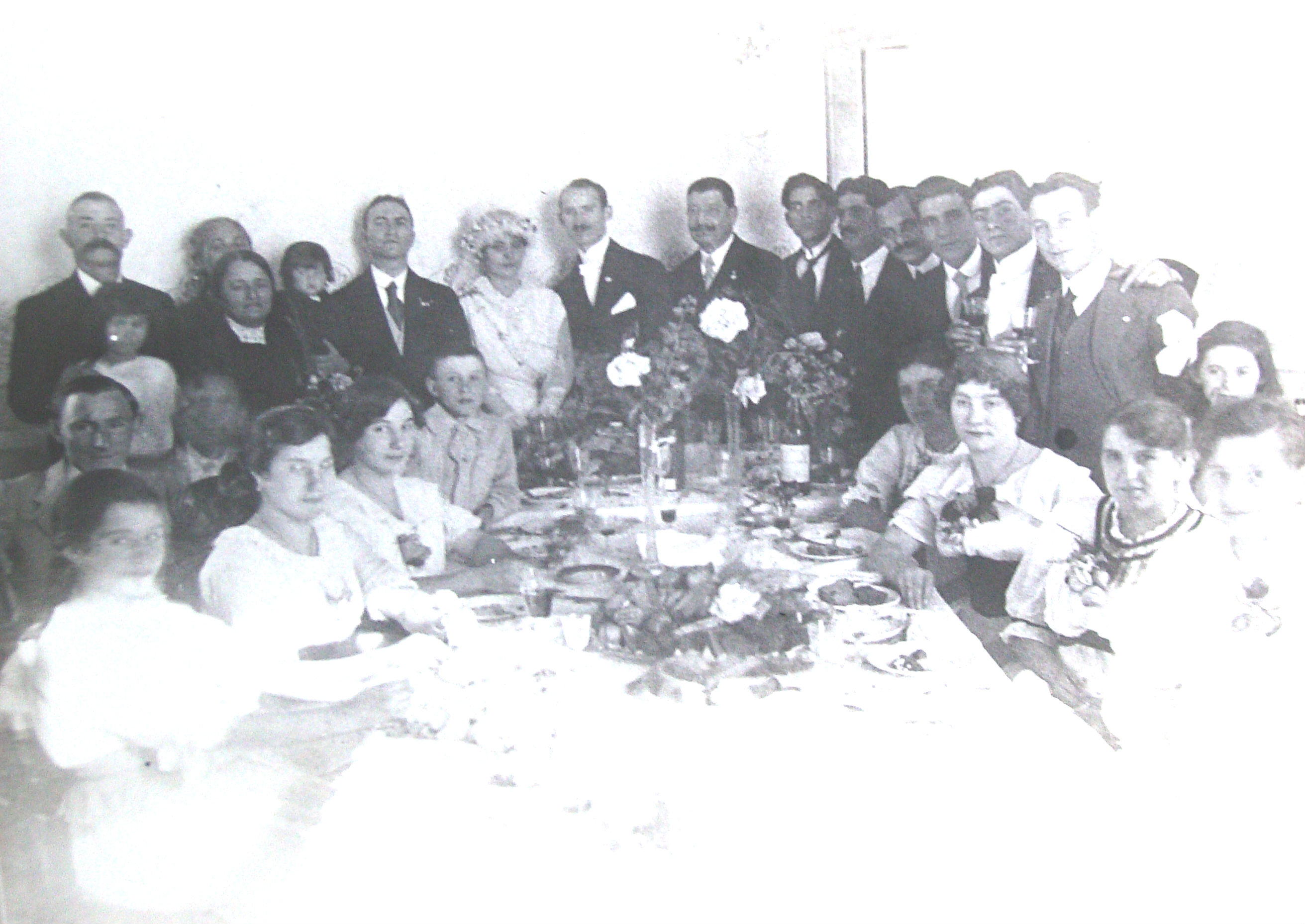
Família Picchi em um casamento no início do século XX
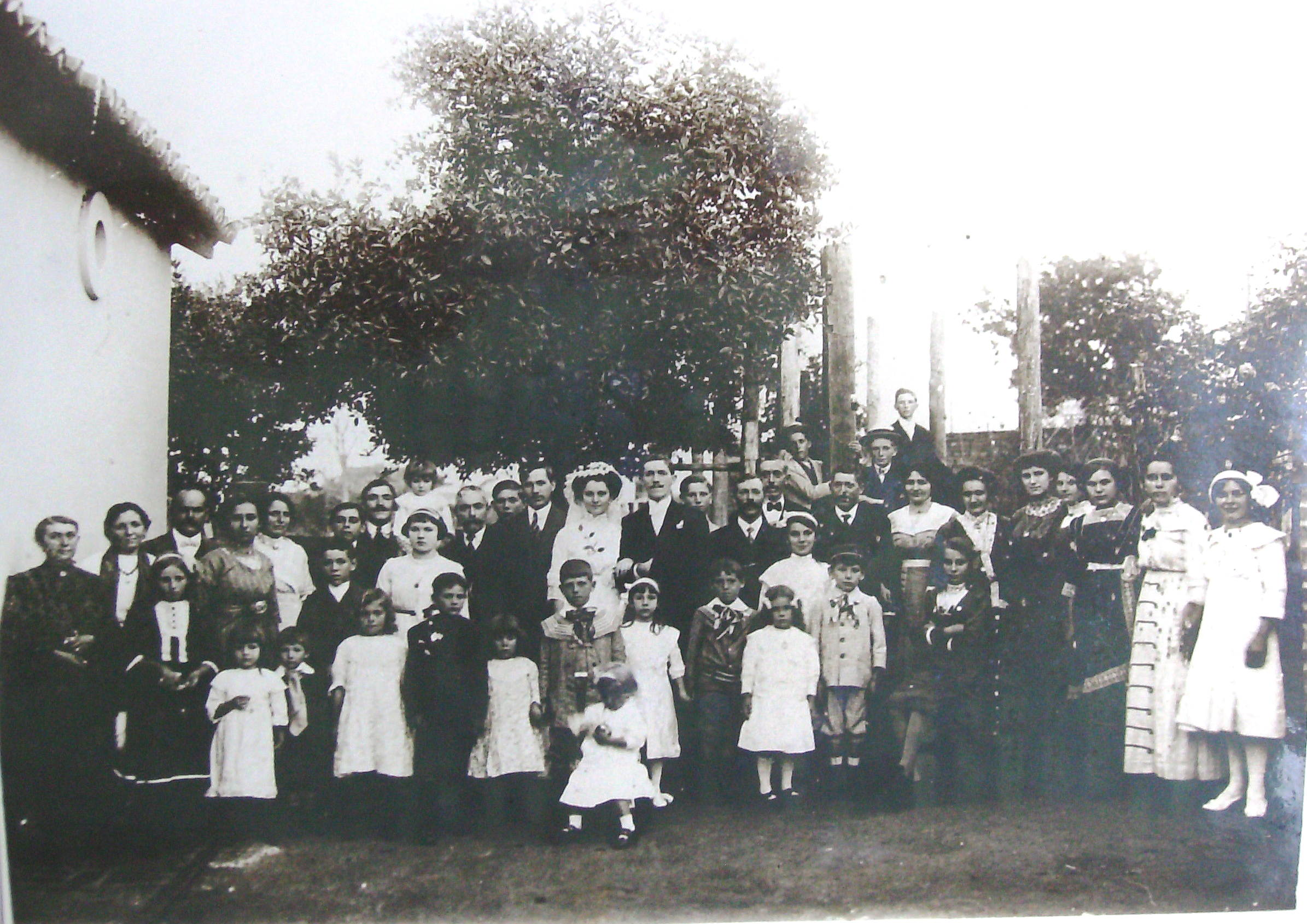
Casamento de Elisa Taddei, ca. 1912, casa da família Taddei, Jundiaí-SP
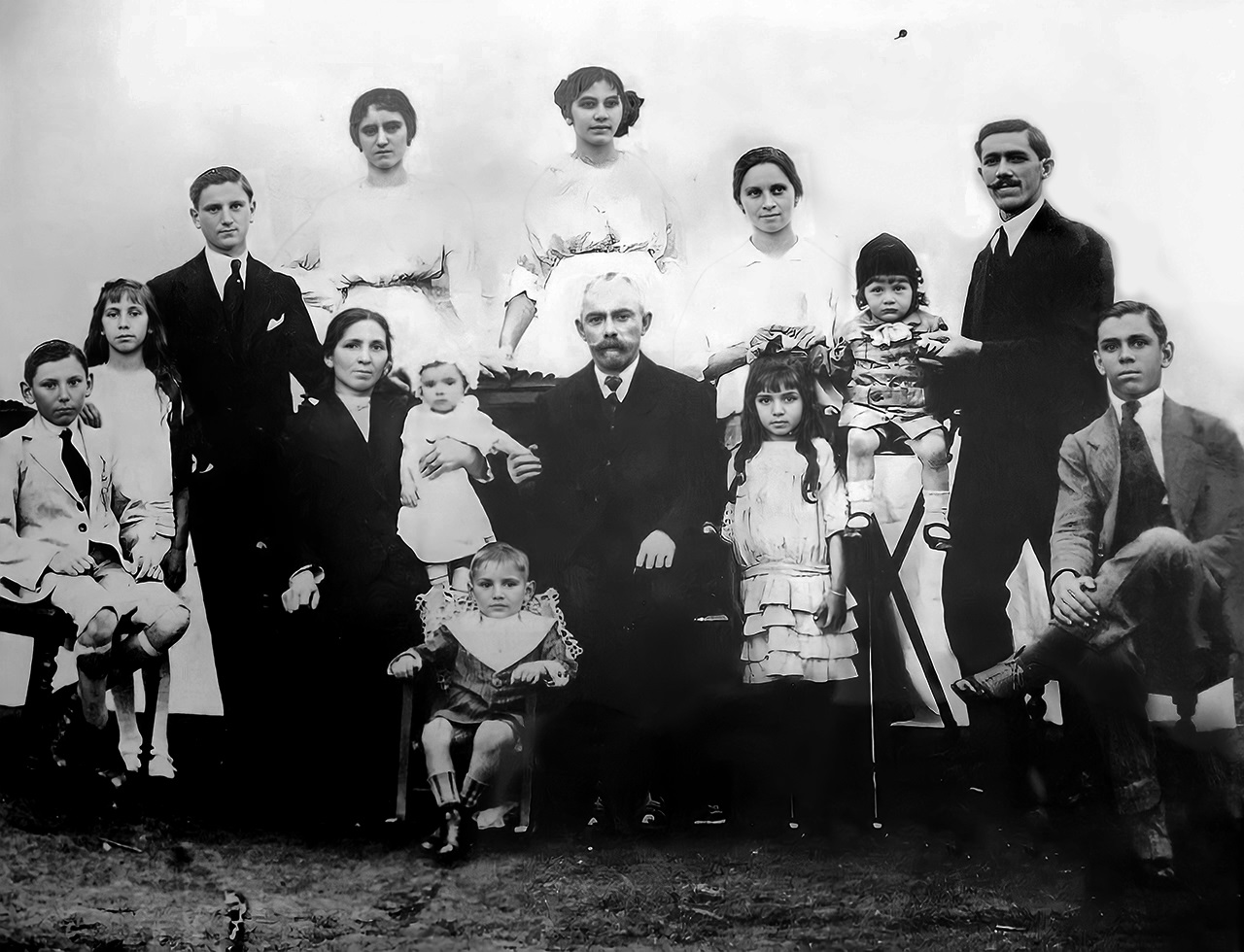
Família Taddei, ca. 1915. A pequena Ignez está com vestido de babadinhos.
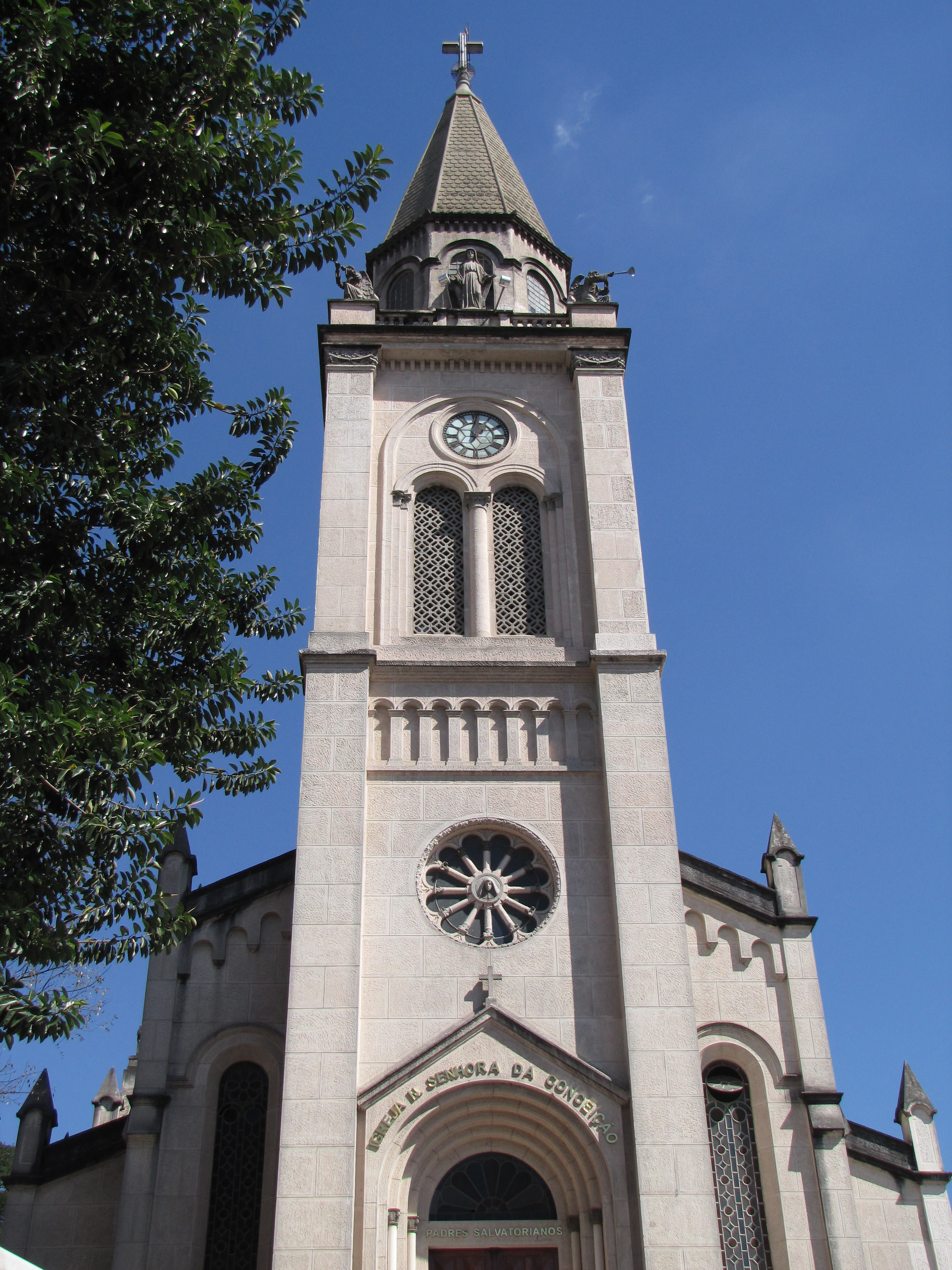
Igreja de Nossa Senhora da Conceição, Vila Arens, Jundiaí-SP
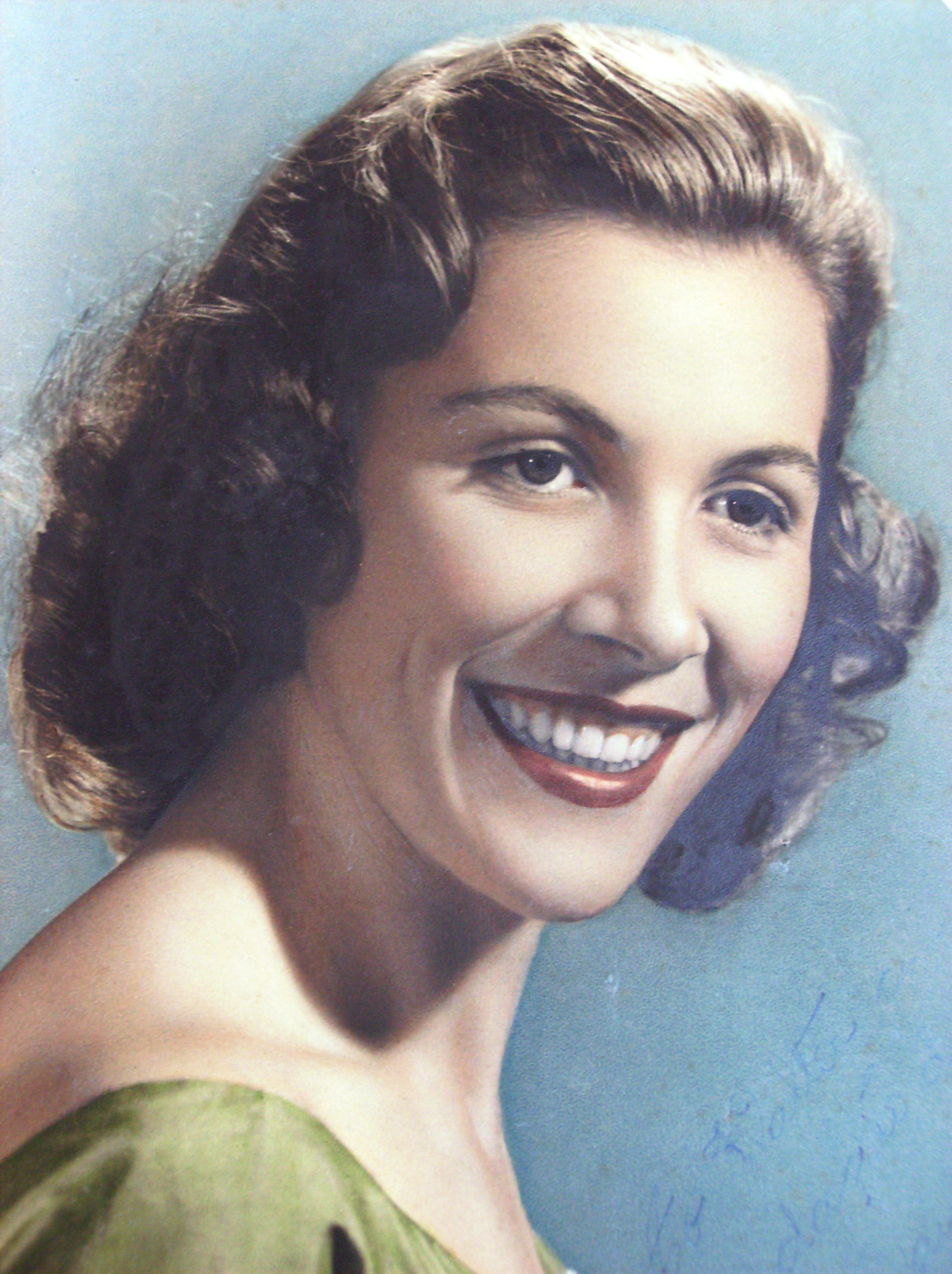
Ignez Apparecida Picchi em 1955
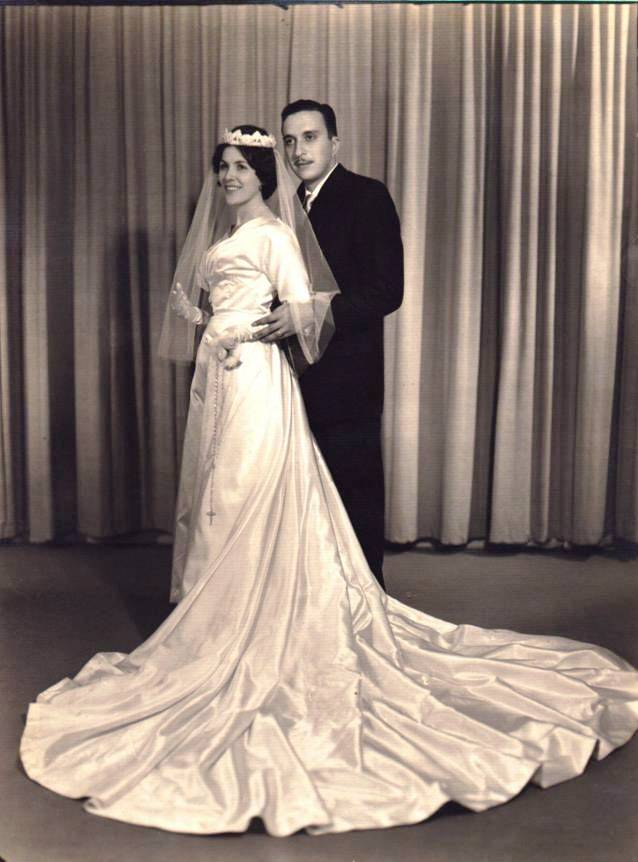
Casamento de Ignez Apparecida com Walter Carmine Cappellano, em 7/02/1960
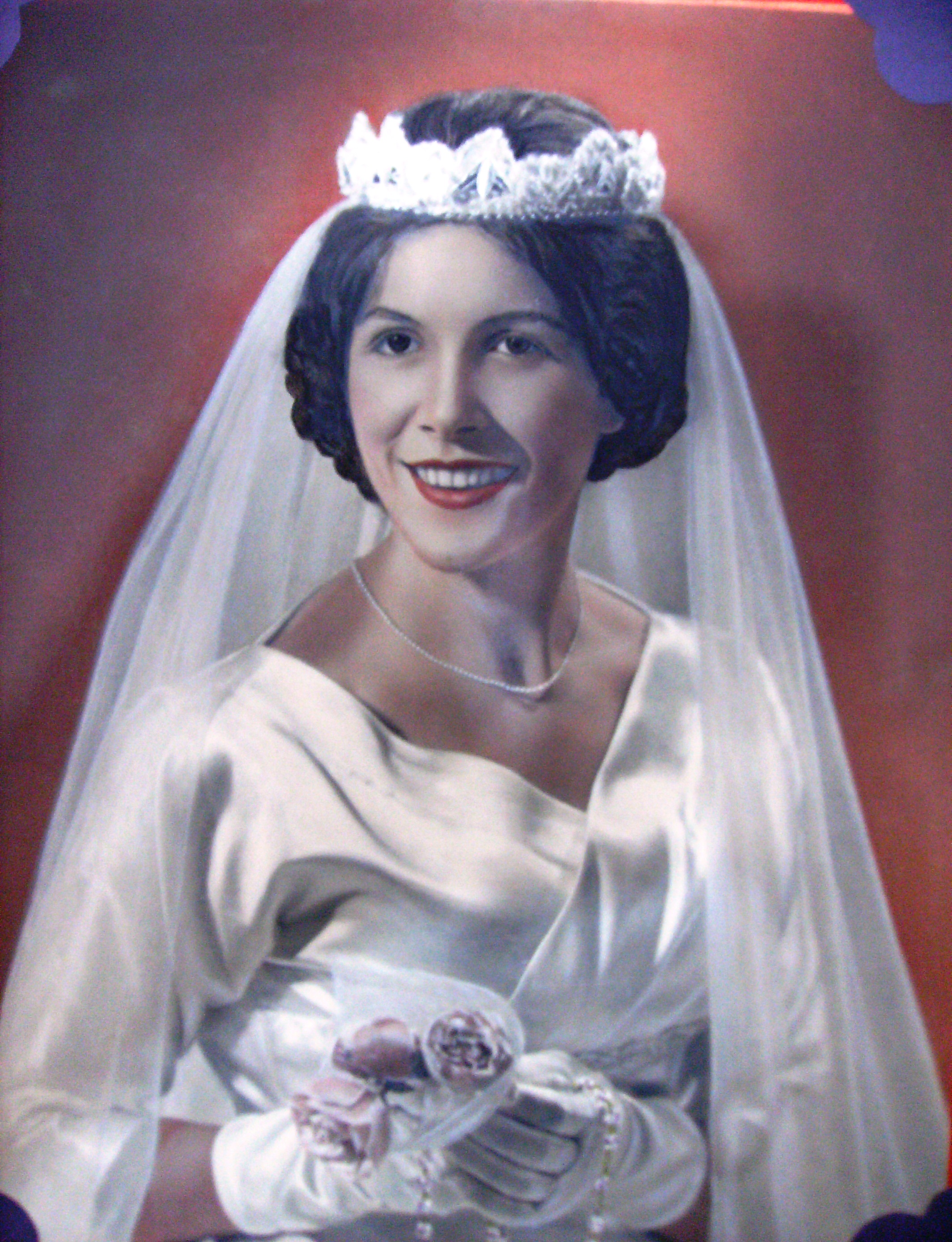
Ignez Apparecida Picchi Cappellano vestida de noiva.
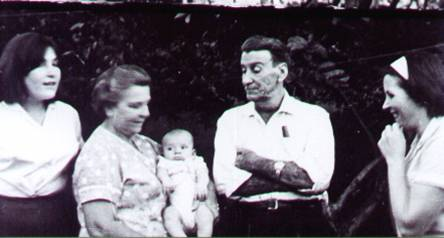
Uma das últimas fotos de Hugo Picchi, em 1966 (Ana Maria, Ignez Taddei Picchi com o neto Luiz Carlos ao colo, Hugo e Ignez Apparecida)
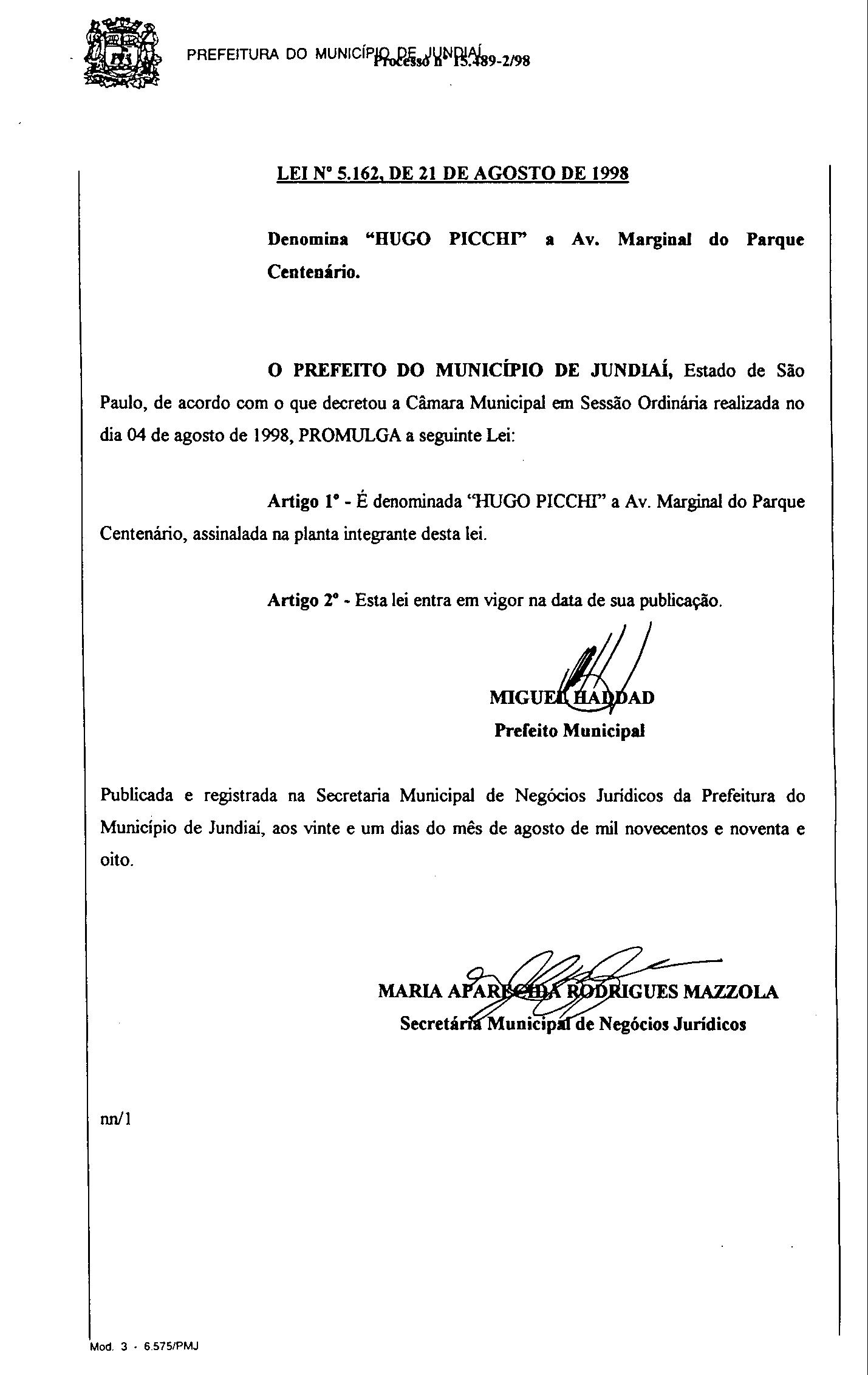
Lei nº 5.162 de 21 de agosto de 1998.
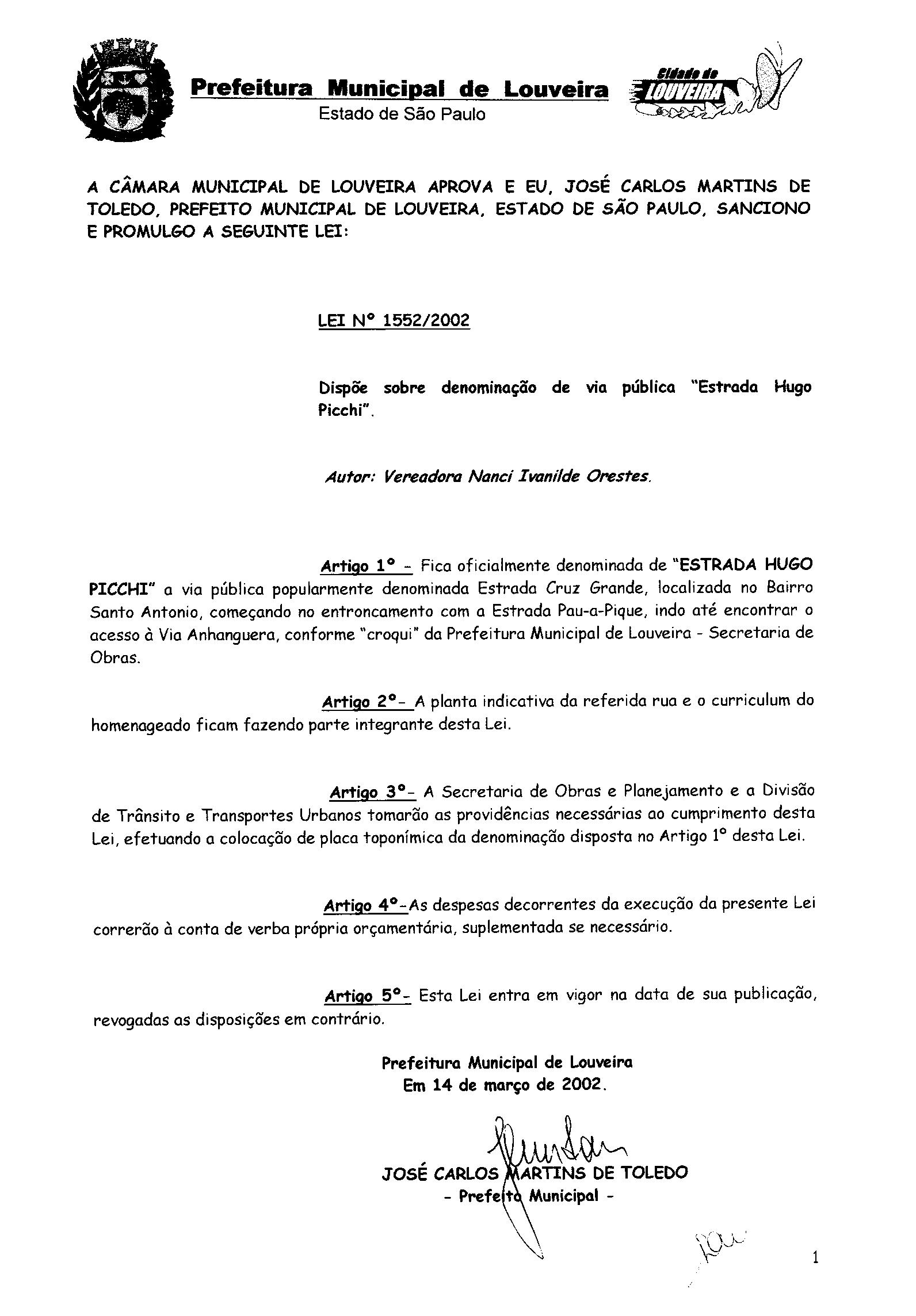
Lei nº 1.552 de 14 de março de 2002.